# Ilybiosoma bjorkmanae
Ilybiosoma bjorkmanae är en skalbaggsart som först beskrevs av Hatch 1939.  Ilybiosoma bjorkmanae ingår i släktet Ilybiosoma och familjen dykare. Inga underarter finns listade i Catalogue of Life.